# Sønderby-stenen
Sønderby-stenen er en runesten, fundet i Sønderby på Fyn i 1809. Stenen blev fundet i et stengærde, men siges at være opgravet fra en høj på marken. På bagsiden findes kløvningshuler, der viser, at en del af stenen her er bortsprængt. Det er vanskeligt at datere stenen, men da de fleste runesten på Fyn tilhører 700- eller 800-tallet er det dog mest sandsynligt, at Sønderby-stenen også tilhører denne periode. Runestenen står i dag i Jægerspris slotspark ved Grevinde Danners høj.

## Indskrift
| Translitteration | þauriAþ/þaurihþ |
| Transskription   | ...             |
| Oversættelse     | Personnavn(?)   |

Runerne står i en lodret række på stenens ene smalside og læses nedefra og op. Rune nr. 6 kan læses som A, hvis man går ud fra, at indskriften er ristet efter Ribe-Helnæs-futharken, eller som h, hvis man går ud fra, at indskriften er ristet efter den klassiske vikingetidsfuthark, Gørlev-futharken. 